# Rödtyglad musfågel
Rödtyglad musfågel (Urocolius indicus) är en fågel i den lilla afrikanska familjen musfåglar inom ordningen musfåglar.

## Utseende och läten
Musfåglar är en unik grupp fåglar, smala, grå eller bruna med mjuka, hårliknande fjädrar och mycket långa smala stjärtar. Alla arter har kraftiga klor som är motstående så att de mycket akrobatiskt kan hänga uppochner i grenar för att komma åt sin föda. De har alla en tofs på huvudet och kraftiga näbbar.
Rödtyglad musfågel är 29-37 centimeter lång, inklusive den långa stjärten. Fjäderdräkten är ljusgrå med röd, bar hud i ansiktet. I flykten, som är relativt snabb och kraftig jämfört med musfåglar av släktet Colius, kontrasterar grå övergump med mörkare vingar och stjärt. Lätet består av tre till fyra klara, klockliknande toner som faller i tonhöjd.

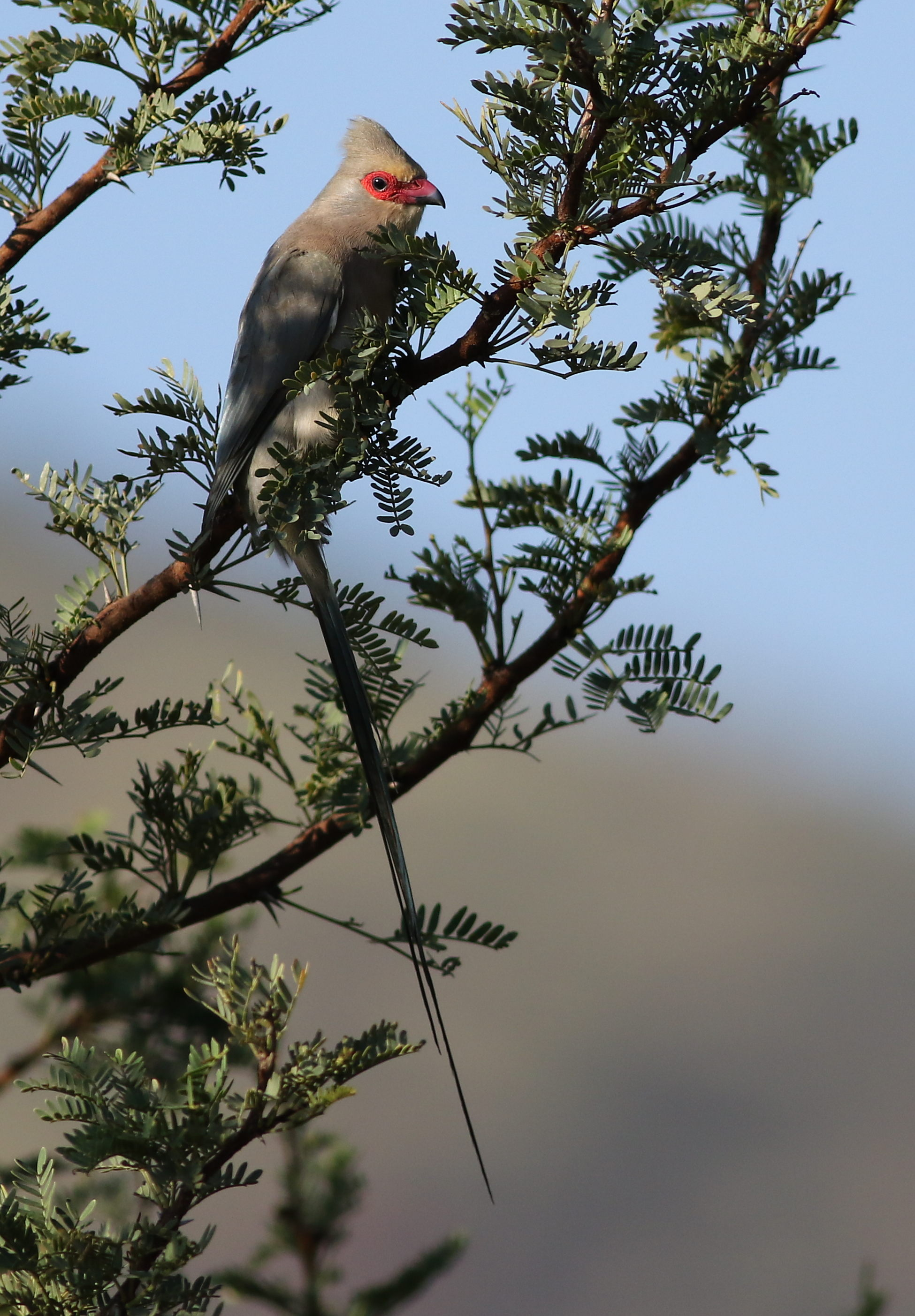

## Utbredning och systematik
Rödtyglad musfågel delas in i fem underarter med följande utbredning:
- Urocolius indicus indicus – Sydafrika (södra Kapprovinsen, östra Keifloden)
- Urocolius indicus pallidus – kustnära sydöstra Tanzania och nordöstra Moçambique
- Urocolius indicus lacteifrons – Angola till Namibia och västra Botswana
- Urocolius indicus mossambicus – östra Angola till Zambia, sydöstra Kongo-Kinshasa, Malawi och sydvästra Tanzania
- Urocolius indicus transvaalensis – södra Moçambique till Zimbabwe, sydvästra Zambia och Norra Kapprovinsen

## Levnadssätt
Musfåglarna har fått sitt namn ur det faktum att de är skogslevande och hoppar runt i lövverken likt gnagare i jakt på bär, frukt och knoppar. Rödtyglad musfågel trivs i savannskog, framför allt med akacior, men även i mer vildvuxna trädgårdar. Fågeln häckar året runt, men framför allt under vår och sommar. Arten är stannfågel eller lokalt nomadisk.

## Status och hot
Artens populationstrend är okänd, men utbredningsområdet är relativt stort. Internationella naturvårdsunionen IUCN anser inte att den är hotad och placerar den därför i kategorin livskraftig. Världspopulationen har inte uppskattats men den beskrivs som vanlig och vida spridd.